# Целебеска свиня
Целебеска свиня (Sus celebensis) е вид бозайник от семейство Свиневи (Suidae). Видът е почти застрашен от изчезване.

## Разпространение и местообитание
Разпространен е в Индонезия.